# Gentle on My Mind

Gentle on My Mind est une chanson écrite par John Hartford qui remporta quatre Grammy Awards en 1968. La chanson est sortie en juin 1967 en tant qu'unique single de l'album homonyme de Glen Campbell. Resortie en juillet 1968, la chanson rencontra finalement un grand succès avec plus de 5 millions de passages à la radio. La version de Dean Martin, enregistrée en 1968, a rencontré un grand succès au Royaume-Uni. Avec celles de Campbell et de Martin, la version de Patti Page est la troisième à avoir atteint le top 10 américain (dans la catégorie easy listening).
La chanson a été classée 16e dans le BMI's Top 100 Songs of the Century.
La version de Glen Campbell a reçu le Grammy Hall of Fame Award en 2008.
En France, la chanson a été reprise en 1970 par Claude François sous le titre Si douce à mon souvenir (adaptation de Claude François et Colette Rivat), puis en 1977 par Lucky Blondo sous le titre Va savoir pourquoi (adaptation d’Anouk Kopelman).